# Pas de Chèvres
Koordinaten: 46° 1′ N, 7° 26′ O; CH1903: 599453 / 96063

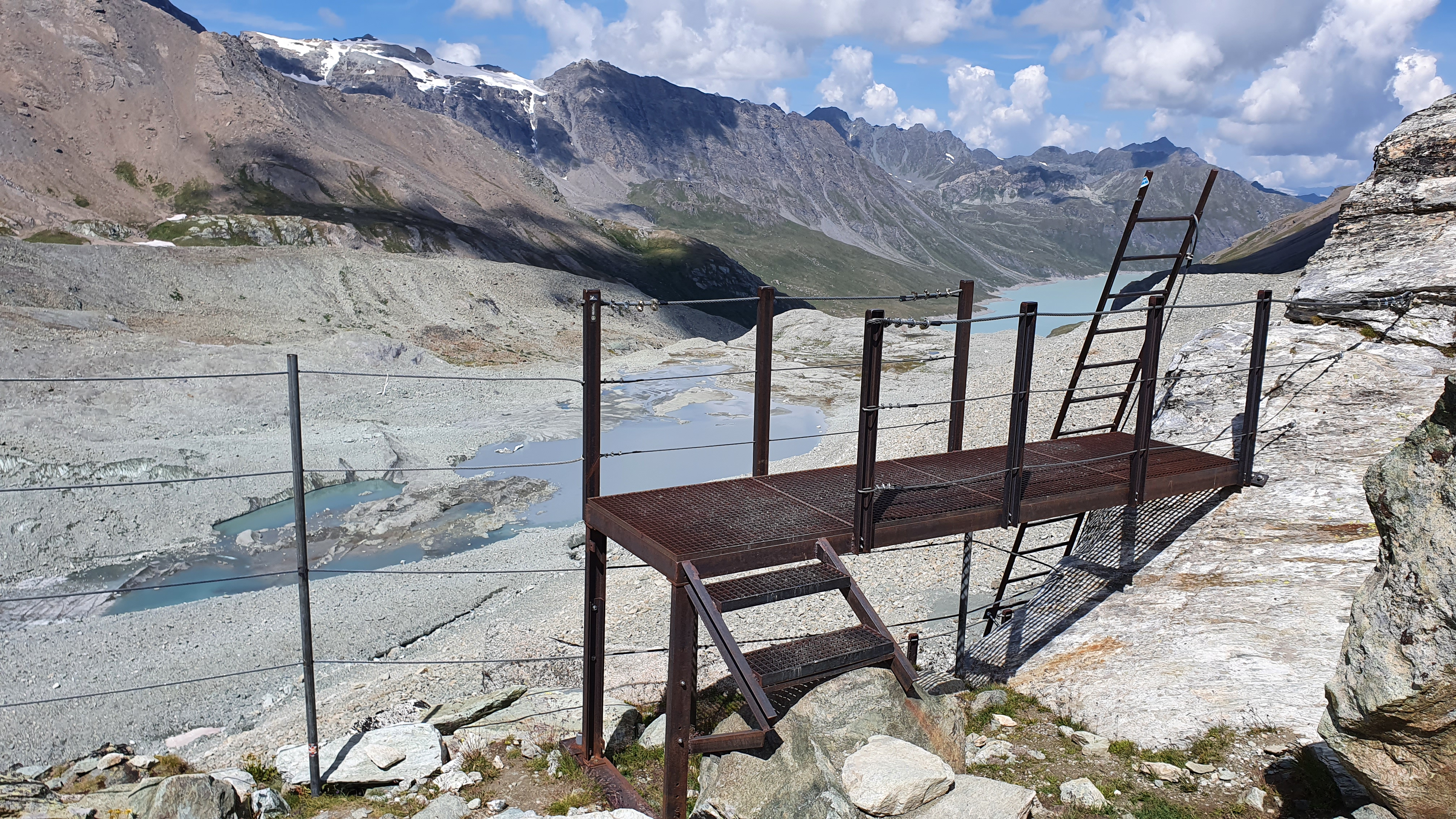
Der Pas de Chèvres im August 2020 mit dem obersten Abschnitt der 2014 installierten Leitern und Stege. Im Hintergrund der Endmoränensee des Cheilongletschers (links) und der Lac des Dix (rechts).

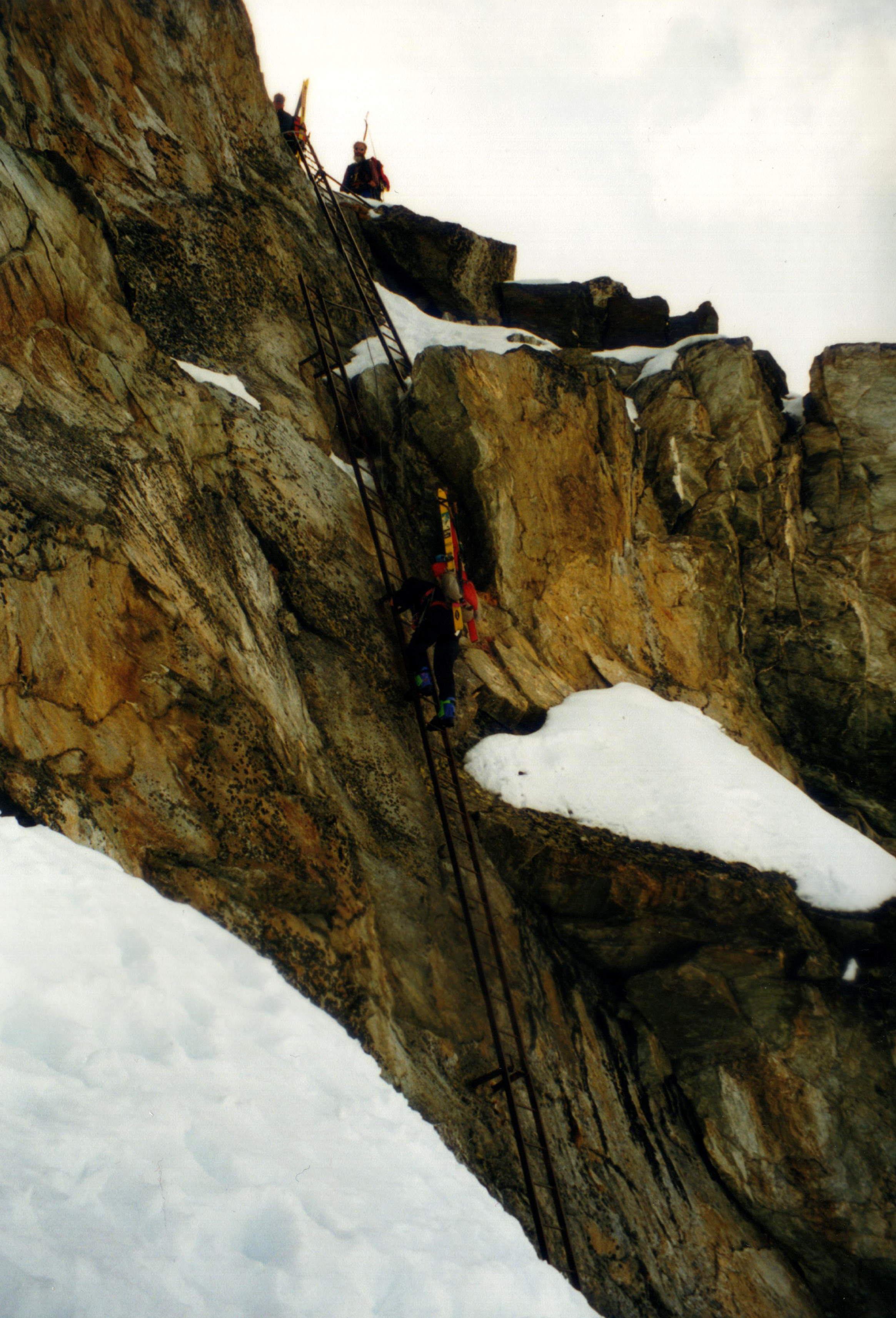
Der Pas de Chèvres im April 1999 mit den ehemaligen beiden Leitern, die 2014 ersetzt wurden.

Der Pas de Chèvres (deutsch Ziegenpass) ist ein nur zu Fuss erreichbarer Gebirgspass (2854 m ü. M.) im Kanton Wallis in der Schweiz. Er verbindet das Val d’Arolla mit dem Val des Dix und liegt zwischen der Pointe du Pas de Chèvres (im Süden) und der Tête Rocheuse (Felskopf, Pointe des Deux Cols, 2943 m ü. M., im Norden).
Nur ca. 250 m entfernt, hinter der Tête Rocheuse, liegt der Gebirgspass Col de Riedmatten (2918 m ü. M.), der die gleichen Täler verbindet und ebenfalls mit einem Bergwanderweg erschlossen ist.
Während die Ostseite eher sanft nach Arolla abfällt, befindet sich auf der Westseite eine ca. 30 m hohe Felswand, welche mit Metallleitern überwunden werden kann. Die heutigen vier Leitern wurden 2014 installiert und ersetzten die zwei ursprünglichen, schwierig begehbaren Leitern aus dem Jahr 1938. Sie führen hinab zur rechten Moräne des Cheilongletschers. Von hier aus führen Bergwege weiter entweder quer über den Gletscher zur Cabane des Dix, oder talabwärts zum Lac des Dix.